# Jane Mouton
Pour les articles homonymes, voir Mouton (homonymie).
Jane Srygley Mouton, née le 15 avril 1930 à Port Arthur au Texas, morte le 7 décembre 1987, est une théoricienne du management et consultante, célèbre en particulier pour avoir développé la Grille managériale avec Robert Blake.

## Biographie
Son père, Theodore Quarles Srygley, est éducateur, et sa mère, Grace Stumpe Srygley, psychologue. Elle se marie avec un investisseur,  Jackson, C. Mouton Jr. le 22 décembre 1953. La famille Mouton a deux filles prénommées Jane Martha et Jacquelyn Cruse.
Jane Srygley Mouton obtient son Bachelor of Science en mathématiques à l'université du Texas à Austin en 1950, où elle revient achever ensuite un PhD en 1957. Elle est aussi titulaire d'un Masters de Sciences obtenu à l'université d'État de Floride en 1951. Fidèle à l'université du Texas à Austin, elle y a occupé plusieurs fonctions : chercheuse en sciences de 1953 à 1957, enseignante-chercheuse en sciences sociales de  1957 à 1959, et professeur-assistant en psychologie de 1959 à 1964. Elle a de plus été vice-présidente de la société Scientific Methods Inc. de 1961 à 1981 puis présidente de la même société à partir de 1982.
Jane Mouton a initialement été une étudiante de Robert Blake, de l'université du Texas. Ils sont connus tous les deux pour la création de la grille déjà citée, dite « grille managériale de Blake et Mouton ».
Cette grille a été conçue alors que Robert Blake et Jane Mouton étaient employés comme consultants par la société Esso, devenue Exxon. C'est à cette époque que leurs travaux ont abouti à une grille censée être une voie moyenne pour résoudre l'opposition entre les théorie X et théorie Y de  Douglas McGregor. Initialement, leurs travaux était endossés par les en:National Training Laboratories (NTL), un institut de recherche en science du comportement, avec qui ils avaient travaillé en vue d'insuffler leur théorie dans les organisations.
Jane Mouton était l'une des rares femmes à diriger l'un des groupes de formation (Training Groups) du NTL pendant les années 1950. Toutefois, la méthodologie de Blake et Mouton était plus centrée sur la résolution de problèmes organisationnels que sur leur simple diagnostic, ce qui était contraire aux normes du NTL. Ils quittèrent donc le laboratoire. Robert Blake breveta la grille, afin d'obliger toute personne voulant l'utiliser à payer un droit de licence, ce qui permettait aussi de vérifier que le mode d'utilisation était conforme aux prescriptions de Blake et Mouton. Leurs travaux au sein des Training group du NTL leur apportèrent la célébrité.

## Mentions honorifiques
- Membre d'honneur de la faculté à l'Institut de Business Administration et Management à Tokyo, au Japon
- Trophée du meilleur livre (Best Writing Award) de la société américaine pour la formation et le développement (American Society for Training and Development) (1961–1962)
- Book Award de l'American College of Hospital Administrators pour The New Managerial Grid (1980)
- Livre de l'année du Year Award de l'American Journal of Nursing (1982) pour Grid Approaches for Managerial Leadership in Nursing
- Book of the Year Award de l'American Management Association (1982) pour Productivity: The Human Side

## Publications
De Jane Mouton et al. (la quasi-totalité des ouvrages a été écrite en collaboration avec R. Blake seul, les exceptions sont mentionnées)
- 1989. (en)Change by design. Reading, Mass. Addison Wesley.
- 1987. (en)Spectacular teamwork: how to develop the leadership skills for team success (avec R. Blake et Robert Lee Allen),  London: Sidgwick and Jackson. (fr) traduction française par Michel et Evelyne Jacquard, Culture d'équipe - Team building : la grille des équipes gagnantes  Éd. d'Organisation, 1988, 172 p.  (ISBN 9782708109070)
- 1986. (en)How to achieve integration on the human side o the merger. Organizational dynamics, 13(3), 41-56.
- 1984; (en) The managerial grid III: a new look at the classic that has boosted productivity and profits for thousands of corporations worldwide, Gulf Pub. Co., Book Division, 1985 - 244 pages
- 1984. (en)A new strategy for education, training and development. San Francisco, Calif.: Jossey Bass.
- 1984. (en)Solving costly organizational conflicts. Jossey-Bass Publishers.
- 1982. (en)Grid® Principles Versus Situationalism: A Final Note. Journal: Group & Organization Management , vol. 7, no. 2, pp. 211–215.
- 1982. (en)Theory and Research for Developing a Science of Leadership. The Journal of Applied Behavioral Science, vol. 18, no. 3, pp. 275–291.
- 1982. (en)A comparative analysis of situationalism and 9, 9 management by principle. Organizational dynamics, 10(4), 20-43.
- 1981. (en)Management by Grid® Principles or Situationalism: Which? Journal: Group & Organization Management – GROUP ORGAN MANAGE , vol. 6, no. 4, pp. 439–455, 1981.
- avec R. Blake (en)Productivity, the human side - a social dynamics approach,  AMACOM, 1981[4]
- 1971. (en)Corporate excellence through grid organization development.
- 1970. (en)The Fifth Achievement. The Journal of Applied Behavioral Science , vol. 6, no. 4, pp. 413–426, 1970.
- 1969. (en) Building a Dynamic Corporation through Grid Organization Development (Thèse), Reading, Mass. Addison-Wesley Pub. Co, cop. 1969.
- 1968. Corporate excellence through grid organisation development. Houston, Texas: Gulf.
- 1968. (en)Managing intergroup conflict in industry (avec Robert R. Blake et Herbert A. Shepard)  Gulf publ. company, 1968
- 1965. (en)The Union-Management Intergroup Laboratory: Strategy for Resolving Intergroup Conflict. The Journal of Applied Behavioral Science, vol. 1, no. 1, pp. 25–57.
- 1964. (en)Key orientations for achieving production through people. Houston, Texas: Gulf.
- 1964. (en)The managerial grid: The key to leadership excellence. Houston: Gulf Publishing Company. Traduction française par P. Gourgand Les deux dimensions du management les Éditions d'organisation, 1969, 253 p,  (ISBN 9782708104112)
- 1964. (en)Breakthrough in organization development. Harvard Business Review, 42(6), 133-155.
- 1962. (en)Over-evaluation of own groups product in in-group competition. The Journal of Abnormal and Social Psychology, vol. 64, no. 3, pp. 237–238.
- 1962. (en)Managerial grid. Advanced Management-Office Executive.
- 1961. (en)Reactions to Intergroup Competition Under Win-Lose Conditions. Management Science, 7(4), 420-435.
- 1961. (en)Comprehension of own and of outgroup positions under intergroup competition. Journal of Conflict Resolution, 304-310.
- 1961. avec Robert Blake : (en)Group dynamics: Key to decision making, Gulf Pub. Co.
- 1961. (en)Loyalty of representatives to ingroup positions during intergroup competition. Sociometry, 177-183.
- 1958. (en)Task difficulty and conformity pressures. The Journal of Abnormal and Social Psychology, vol. 57, no. 1, pp. 120–122.
- 1957. (en)The Generality of Conformity Behavior as a Function of Factual Anchorage. Journal of Personality, vol. 25, no. 3, pp. 294–305.
- 1956. (en)Housing architecture and social interaction. Sociometry, 133-139.
- 1956. (en)The Relationship between Frequency of Yielding and the Disclosure of Personal Identity. Journal of Personality, vol. 24, no. 3, pp. 339–347.
- 1955. (en)Status factors in pedestrian violation of traffic signals. The Journal of Abnormal and Social Psychology, vol. 51, no. 3, pp. 704–706[5].